# Francesco Milleville
Francesco Milleville   (Ferrara, 27 de maig de 1577 - 1643) fou un compositor italià d'origen francès. Era net de Jean i fill d'Alessandro, ambdós músics.
Va ser músic del rei de Polònia, i després passà al servei de l'emperador Rodolf II, retornant a Itàlia el 1612, i posteriorment fou mestre de capella a Volterra i a Chioggia. S'ignora la data de la seva mort, però se sap que el 1639 encara vivia.
D'aquest autor es conserven: 
- Harmonici fiori, madrigali a due, tre e quattro voci... (Venècia, 1614/24);
- Il primo libro de Madrigali in concerto a 4, 5 e 8 voci...(Venècia, 1617);
- Messa in concerto, que es publicà junt amb un Domine, un Dixit, un Magnificat i un motet (Venècia, 1629).
- Il secundo libro delle Messe (Venècia, 1617);
- Set llibres de Motetti, l'últim dels quals va aparèixer el 1626;
- Letanie della B. V. con le sue Antifone (Venècia, 1619);
- Messe e salmi (Venècia, 1620);
- Concerti spirituali (Venècia, 1620);
- Gemme spirituali (Venècia, 1620);
- Letanie della B. V. (Venècia, 1639).